# Geoffrey Keating
Seathrún Céitinn (1569-1644), en inglés Geoffrey Keating, fue un sacerdote católico irlandés del siglo XVII, poeta e historiador. Nació en Burgess, Ballylooby, a las afueras de Cahir en Tipperary en 1569, y falleció en 1644. Está enterrado en Tubrid Graveyard en la parroquia de Ballylooby-Duhill.

## Vida y obra
En noviembre de 1603, navegó a Burdeos, junto a otros cuarenta estudiantes bajo la dirección del Reverendo Diarmaid MacCarthy para iniciar sus estudios en el Colegio Irlandés recién fundado en esa ciudad por el cardenal François de Sourdis, Arzobispo de Burdeos. A su llegada a Francia, escribió una poética Despedida a Irlanda, y, al tener noticia de la Fuga de los Condes, escribió Lamento por el triste estado de Irlanda. Tras obtener el grado de Doctor en Teología por la Universidad de Burdeos, volvió a Irlanda en 1610, y fue nombrado cura de almas de Uachtar Achaidh en la parroquia de Knockgraffan, cerca de Cahir, donde terminó con la práctica común de retrasar las misas hasta que hubiera llegado la gente.
Su trabajo más importante, Foras Feasa ar Éirinn (literalmente, "Fundación del conocimiento en Irlanda", aunque suele traducirse por "Historia de Irlanda") fue escrito en irlandés moderno inicial y terminado hacia 1634.
Foras Feasa describe la historia de Irlanda desde la creación del mundo hasta la invasión normanda del siglo XII, basándose en la rica tradición nativa histórica y seudohistórica (incluyendo a los Milesios), poesía histórica y registros eclesiásticos y anales. Foras Feassa círculo en forma manuscrita, ya que las autoridades inglesas no autorizaron su impresión, debido a sus argumentos procatolicos. Más tarde, en 1634, una campaña política en pro de la reforma de las leyes anticatólicas, conocida como las Gracias, fue denegada por el virrey.
La visión política de Keating, que descendía de una familia de ingleses viejos, consideraba que la soberanía y nobleza de Irlanda pertenecía a los Jefes gaélicos que aún quedaban en el país y a las familias de ingleses viejos que habían decidido mantenerse fieles al catolicismo. Aceptaba la legitimidad de los Estuardo debido a su ascendencia gaélica.
Estas ideas tuvieron una considerable influencia en las políticas llevadas a cabo por los Confederados irlandeses hasta que el papa retiró su reconocimiento a los Estuardo a finales de 1766. La obra de Keating marcaría el trabajo de los genealogistas irlandeses como O'Hart durante el siglo XIX.